# Complete Active Space Self Consistent Field
Die Complete Active Space Self Consistent Field Methode  bezeichnet eine Methode zur Lösung der zeitunabhängigen Schrödinger-Gleichung (bzw. ihrer relativistischen Verallgemeinerungen), die  in der Quantenchemie verwendet wird. Sie stellt eine logische Erweiterung der Configuration Interaction (CI) und zählt zur Gruppe Multi‐configurational self‐consitent field Methoden (MCSCF).

## Grundlagen
Bei der Configuration Interaction werden im typischerweise die Orbitale einer konvergierten Hartree-Fock-Rechnung verwendet um die angeregten Configuration State Functions (CSF) zu konstruieren und bleiben während der Optimierung der CI-Koeffizienten unverändert. Die HF‐Orbitale sind jedoch für eine Eindeterminantenwellenfunktion optimiert und somit nicht unbedingt optimal für eine Mehrdeterminantenwellenfunktion. Bei einer MCSCF werden daher nicht nur die Koeffizienten der CSFs, sondern auch die Orbitale variiert. Da diese Methode dadurch wesentlich aufwendiger als die CI ist, muss die CI‐Entwicklung klein gehalten werden. Im Gegensatz zur CI, wo alle Anregungen eines bestimmten Grades berücksichtigt werden, wird bei der MCSCF die Selektion der zu verwendenden CSFs auf der Ebene der Orbitale ausgewählt. Bei der CASSCF wird ein aktiver Orbitalraum (Complete Active Space) ausgewählt. Dieser besteht meistens aus den Orbitalen, die sich während der betrachteten Reaktion am meisten ändern, also im Allgemeinen den Grenzorbitalen und die näheren besetzten und unbesetzten Orbitale. In diesem Orbitalraum wird nun eine Full‐CI durchgeführt, d. h. alle möglichen Anregungen, die sich mit diesen Orbitalen konstruieren lassen, werden für die CI‐Entwicklung verwendet. Die CASSCF Wellenfunktion beschreibt in der Regel nur einen relativ kleinen Teil der Korrelationsenergie. Betrachtet man hingegen relative Energien, was man in der Chemie meistens macht (z. B. Thermodynamik, Energiebarrieren usw.) so ist dieses Vorgehen durchaus sinnvoll, denn die tieferen Orbitale ändern sich während einer Reaktion kaum und solange sie bei Produkten und Edukten gleich schlecht beschrieben werden verfälscht eine inakkurate Beschreibung dieser Orbitale das Ergebnis nicht. Die Orbitale, die sich am meisten ändern und somit den größten relativen Energiebeitrag bei einer Reaktion liefern, werden bei der CASSCF gut beschrieben, was nötig ist, um vernünftige Energien zu erhalten.

## Bedeutung für Multi-Referenz Systeme
Die CASSCF hat großen Vorteil, der bei sogenannten Multi‐Referenz (MR) Systemen zum Tragen kommt. Multi‐Referenz bedeutet, dass sich die Wellenfunktion nicht mehr qualitativ korrekt durch eine einzelne Slater-Determinante  beschreiben lässt, wie in der Hartree-Fock-Theorie. In vielen Fällen liefert Eindeterminantenverfahren qualitativ korrekte Ergebnisse. In manchen Fällen, der homolytischen Bindungspaltung oder bei biradikalischen Systemen erhält man mit einer Determinante qualitativ inkorrekte Ergebnisse. Man sagt in diesen Fällen das System habe Multi‐Referenz Charakter. In solchen Fällen liefert die HF‐Determinante keine ausreichende Beschreibung und folglich sind auch ihre Orbitale nicht unbedingt aussagekräftig. Die CASSCF Orbitale eignen sich hier besser, da diese mit dem richtigen aktiven Raum eine qualitativ korrekte Beschreibung liefert. Ebenso wie man in post-HF Methoden mit einer HF‐Determinante startet („Referenz“) und höhere Anregungen zu dieser hinzufügt (z. B. durch Configuration Interaction oder Störungstheorie), so kann man auch mit einer CASSCF als Referenz starten und zu dieser Anregungen hinzufügen. Das führt dann zu den hoch exakten MR‐Methoden wie z. B. MRCI und MRMP.

## Ablauf einer CASSCF-Rechnung
In der Rechnung werden die Orbitalexpansionskoeffizienten sowie die Expansionskoeffizienten der CI-Entwicklung optimiert. Dies wird im Allgemeinen im sogenannten Super-CI-Verfahren durchgeführt, der auf dem Brillouin-Levy-Berthier-Theorem (BLB) basiert:
{\displaystyle \langle {0}|{\hat {H}}({\hat {E}}_{pq}-{\hat {E}}_{qp})|0\rangle {}=0}
Die spingemittelten Leiteroperatoren sind dabei definiert als
{\displaystyle {\hat {E}}_{pq}=\sum _{\sigma }{\hat {a}}_{p\sigma }^{\dagger }{\hat {a}}_{q\sigma }}
Dabei steht {\displaystyle \sigma } für den Spin und die Indizes {\displaystyle p} und {\displaystyle q} beziehen sich auf alle Orbital des aktiven Raums. Das BLB-Theorem stellt also eine Bedingung für die variationelle Optimierung des Zustandes {\displaystyle |0\rangle {}}dar. (analog zum Brillouin-Theorem im CI-Formalismus). Dazu wird die sogenannte Super-CI-Wellenfunktion definiert {\displaystyle |SCI\rangle {}}welche eine Summe von allen Einfachanregungen relativ zu {\displaystyle |0\rangle {}}enthält:
{\displaystyle |SCI\rangle {}=|0\rangle {}+\sum _{p<q}x_{pq}({\hat {E}}_{pq}-{\hat {E}}_{qp})|0\rangle {}=|0\rangle {}+\sum _{p<q}x_{pq}|p\rightarrow q\rangle {}.}
Dabei sind {\displaystyle x_{pq}} die Expansionskoeffizienten. Eine MCSCF-Rechnung läuft dann im Allgemeinen wie folgt ab:
- Die normalen CI Säkulargleichungen für die MCSCF-Wellenfunktion werden mit den Startorbitalen (z. B. aus einer Hartree-Fock-Berechnung) gelöst, um die CI-Expansionskoeffizienten zu erhalten.
- Die Super-CI-Wellenfunktion wird konstruiert und die entsprechende Säkulargleichung gelöst, um {\displaystyle x_{pq}} zu erhalten.
- Der neue Satz an Orbitalen wird gemäß der Gleichung {\displaystyle \phi _{p}^{(1)}=\phi _{p}^{(0)}+\sum _{p\neq q}x_{pq}\phi _{q}^{(0)}}berechnet.

Diese Schritte werden bis zum Erreichen der Konvergenz wiederholt, so dass keine Korrektur der Orbitale mehr erforderlich ist.